# Trygve Haavelmo
Trygve Magnus Haavelmo (født 13. december 1911 i Skedsmo, død 28. juli 1999 i Oslo) var en fremtrædende norsk økonom, som modtog Nobelprisen i økonomi i 1989 for sit arbejde inden for økonometri og matematisk økonomi.

## Liv og karriere
Lærersønnen Trygve Haavelmo blev student fra Oslo katedralskole i 1930 og cand.oecon. (tilsvarende en bachelor-uddannelse) fra Universitetet i Oslo i 1933. Samme år begyndte han som assistent for professor Ragnar Frisch (senere den første norske Nobelprismodtager i økonomi) ved det nyligt oprettede Økonomisk Institutt. Her var Haavelmo en slags "superberegner", der troligt deltog i Frischs omfattende og krævende numeriske arbejder. Det gjaldt ikke mindst Frischs pionerindsats indenfor den matematiske modellering af makroøkonomiske konjunktursvingninger. Sommeren 1935 begyndte Haavelmo hos Rikstrygdeverket, men fik hurtigt en ny stilling som leder af Frischs beregningsafdeling. Trods det nære samarbejde mellem Frisch og Haavelmo offentliggjorde de kun to små forskningsartikler sammen. De senere hollandske nobelprismodtagere Tjalling Koopmans og Jan Tinbergen besøgte Frisch og instituttet flere gange, og Koopmans kan være en af Haavelmos inspirationskilder.
I årene 1936-1939 besøgte Haavelmo en række universiteter, blandt andet London (hvor han mødte Jerzy Neyman), Paris, Berlin, Geneve (hvor han mødte Jan Tinbergen) og Oxford (hvor han mødte Jacob Marschak). I 1938-39 var han ansat ved det i 1936 oprettede økonomiske institut ved Aarhus Universitet. Her underviste han i statistik som vikar for Orla Strange Petersen, der var på et års studieophold i USA. Under opholdet udarbejdede Haavelmo to studier om henholdsvis svineproduktionen i Danmark og den københavnske flæske-efterspørgsel. I 1939 rejste Haavelmo selv til USA på et Fulbright-stipendium, og endte med at blive i landet til 1947. Her blev han kendt med førende økonomer ved eliteuniversiteterne, blandt andet blev et af hans udkast til doktorafhandling læst af Joseph Schumpeter ved Harvard. Haavelmo var i USA, da tyskerne i 1940 invaderede Norge under 2. verdenskrig, og blev efter angrebet på Pearl Harbour ansat i Nortraship. Efter krigen arbejdede han i 1946-47 et års tid for Cowles-kommissionen, før han rejste hjem til Norge.
Haavelmo blev dr. phil. i økonomi ved Universitetet i Oslo i 1946. Doktorafhandlingen om økonometrisk sandsynlighedsberegning viste flere svagheder ved de indtil da fremherskende økonometriske beregningsmåder. Han var kontorchef i Handelsdepartementet fra 1947 til 1948 og professor i økonomi og statistik ved Universitetet i Oslo i perioden 1948-1979.

## Faglig betydning
Haavelmo blev med en serie af artikler fra omkring 1940 og frem en af fædrene til den moderne økonometri. I 1943 offentliggjorde han i det førende økonomiske videnskabelige tidsskrift Econometrica artiklen "The Statistical Implications of a System of Simultaneous Equations", der var startskuddet til den analyse af simultane økonometriske modeller, der blev meget populær indenfor økonometrien i 1950'erne og 1960'erne. I 1944 blev hans afhandling "The Probability Approach in Econometrics", der blev et programskrift for moderne økonometri, udgivet i form af et særnummer i Econometrica. Og i 1945 offentliggjorde han en meget berømmet artikel om det balancerede budgets multiplikator ("Multiplier Effects of a Balanced Budget"), igen i Econometrica.
Haavelmo har også gjort sig gældende på andre områder. Hans arbejde var blandt andet motiveret af ulighederne i verden, som det kommer frem i bogen "Study in the Theory of Economic Evolution" fra 1954, et tidligt bidrag til udviklingsøkonomien. I 1960 udgav han på University of Chicago Press en gennemarbejdet analyse af investeringsteori, ligesom han har arbejdet indenfor emnerne økonomisk vækst, miljøøkonomi og økonomisk politik.

### Osloskolen
Også som underviser og ledende profil ved økonomistudiet i Oslo spillede Haavelmo en stor rolle. Han var en af de centrale personer indenfor det, der sommetider kaldes Osloskolen. Med forhenværende overvismand Niels Kærgårds ord: "Oslo Universitets Sosialøkonomiske Institutt var et videnskabeligt flagskib inden for den økonomiske videnskab i de første 30-40 år efter krigen. Navne som Ragnar Frisch, Trygve Haavelmo og Leif Johansen var, som nobelpriserne til de to første indicerer, nævnt med respekt og ærefrygt i økonomkredse i hele verden. Samtidig blev det norske modelbygningsmiljø og den makroøkonomiske styring brugt som forbillede mange steder uden for Norge. Her var det lykkedes at få den økonomiske teori, den økonomisk-politiske styring og den praktiske politik til at gå op i en højere enhed."

## Nobelprisen i økonomi
Haavelmo fik i 1989 nobelprisen i økonomi for sine økonometriske arbejder. Af prispengene donerede han 2 millioner kroner til Økonomisk institutt.
Da nobelprisen blev annonceret i 1989, udtalte Haavelmo blandt andet:
"Det er klart, det er fint å få en nobelpris, jeg er jo programforpliktet til å synes det, men jeg trenger ikke prisen. Jeg har ingen karriére å tenke på, og penger nok. (...) Jeg vil ikke uttale meg om tildelingen, den er vel en anerkjennelse av faget. Jeg har hatt det moro som økonom. Akkurat nå er det langt viktigere for meg å fiske ørret."

## Andre hædersbevisninger
I 1957 var han, ligesom bl.a. Frisch og John Maynard Keynes havde været det tidligere, formand for Econometric Society. I 1975 blev han æresmedlem af American Economic Association. Han blev også medlem af Det kongelige danske Videnskabernes Selskab i 1975, og blev i 1979 ved Københavns Universitets 500-års-jubilæum indstillet til æresdoktor her, men svarede overraskende på invitationen, at sådan noget "plejede han at takke nej til".

## Forfatterskab
- "The Method of Supplementary Confluent Relations", 1938, Econometrica
- "The Inadequacy of Testing Dynamic Theory by Comparing the Theoretical Solutions and Observed Cycles", 1940, Econometrica
- "Statistical Testing of Business Cycles", 1943, Review of Economi Studies
- "The Statistical Implications of a System of Simultaneous Equations", 1943, Econometrica
- "The Probability Approach in Econometrics", 1944, Econometrica
- "Multiplier Effects of a Balanced Budget", 1945, Econometrica ("Supp. Notes", 1946)
- "Family Expenditures and the Marginal Propensity to Consume", 1947, Econometrica
- "Methods of Measuring the Marginal Propensity to Consume", 1947, JASA
- "Statistical Analysis of the Demand for Food: Examples of Simultaneous Estimation of Structural Equations", with M.A. Girshick, 1947, Econometrica
- "Family Expenditures and the Marginal Propensity to Consume", 1947, Econometrica
- "Quantitative Research in Agricultural Economics: The Interdependence Between Agriculture and the National Economy", 1947, J of Farm Econ
- "The Notion of Involuntary Economic Decisions",1949, Economic Journal
- "A Note on the Theory of Investment", 1950, Review of Economi Studies
- "The Concepts of Modern Theories of Inflation", 1951, Eknomisk Tidssk
- A Study in the Theory of Economic Evolution, 1954.
- "The Role of the Econometrician in the Advancement of Economic Theory", 1958, Econometrica
- A Study in the Theory of Investment, 1960.
- "Business Cycles II: Mathematical Models", 1968, IESS
- Variation on a Theme by Gossen, 1972 (Swedish)
- "What Can Static Equilibrium models Tell Us?", 1974, Econ Inquiry
- "Econometrics and the Welfare State", 1990, Les Prix Nobel de 1989